# 徳山黄氏
徳山黄氏（トクサヌァンし、덕산황씨）は、朝鮮の氏族の一つ。本貫は忠清南道礼山郡である。2015年の調査では3,857人である。
朝鮮の黄氏は、中国後漢の重臣だった黄洛から始まる。黄洛は、光武帝時代の28年に使臣としてベトナムに赴く途中に海上で遭難し、新羅に漂着・帰化した。その子孫の黄彦弼は徳山黄氏の始祖である。
黄彦弼は、高麗時代に三重大匡都僉議政丞を務め、徳豊君に封ぜられたことから徳山を本貫にして徳山黄氏を創始した。
平海黄氏、長水黄氏、昌原黄氏、慶州黄氏、管城黄氏、尚州黄氏、星州黄氏、紆州黄氏、斉安黄氏、杭州黄氏、黄州黄氏、懐徳黄氏と共に中央黄氏宗親会をなしている。